# Sardinha
As sardinhas ou manjuas são peixes da família Clupeidae, aparentados com os arenques. Geralmente de pequenas dimensões (10–15 cm de comprimento), caracterizam-se por possuírem apenas uma barbatana dorsal sem espinhos, ausência de espinhos na barbatana anal, caudal bifurcada e boca sem dentes e de maxila curta, com as escamas ventrais em forma de escudo.

## Etimologia
É provável que a palavra "sardinha" tenha origem no nome da ilha da Sardenha, onde, um dia, já foram abundantes. Segundo o Dicionário Aurélio, o nome se originou do termo latino sardina. "Manjua" veio do francês antigo manjue.

## Descrição
São peixes pelágicos que formam, frequentemente, grandes cardumes e que alimentam importantes pescarias. Apresentam, distribuído em seu sistema sanguíneo, um importante lipídio: o ômega-3, que se julga ser um "protetor" do coração. As sardinhas alimentam-se de plâncton.
As "sardinhas" de lata que se encontram nos supermercados  podem ser de espécies variadas, desde sardinhas do género Sardina (as verdadeiras sardinhas) até arenques. O tamanho dos animais enlatados varia conforme a espécie. Sardinhas enlatadas de boa qualidade devem ter a cabeça e as guelras removidas antes de serem embaladas Também podem ser evisceradas antes do embale (tipicamente as variedades maiores). Se não forem evisceradas elas devem estar livres de comida não digerida ou fezes (isto é feito tendo o peixe vivo dentro de um tanque o tempo suficiente para que o seu sistema digestivo se esvazie por si mesmo). Elas podem ser enlatadas em óleo ou em algum tipo de molho. As sardinhas assadas são um prato tradicional na cozinha portuguesa.
A sardinha capturada na costa portuguesa é a única espécie de peixe em toda a Península Ibérica a obter a certificação de qualidade, como resposta às preocupações sobre a sustentabilidade dos recursos. O certificado de pescado ambientalmente certificado. A sardinha portuguesa é pescada legalmente por quase meia centena em média de embarcações em todo país.
Para além de ser consumida fresca, a sardinha é também uma matéria-prima extremamente importante para a indústria conserveira. Portugal possui uma longa tradição na produção de conservas de sardinha, sendo a primeira fábrica desta natureza estabelecida no seu território em finais do século XIX. Durante a primeira metade do século XX, esta indústria conheceu uma grande expansão, devido à sua subsidiariedade em relação à indústria de guerra. Durante o período correspondente à II Guerra Mundial, Portugal transformou-se no principal produtor mundial de conservas de sardinha, primando pela qualidade dos seus produtos. 
A certificação é uma mais-valia para toda a fileira de pesca e em particular para a indústria conserveira, que exporta quase 50% da sua produção. As normas internacionais caminham para a certificação de todo o pescado, sendo a etiquetagem ecológica um nicho de mercado importante. A sardinha é pescada pela frota do cerco, uma arte amiga do ambiente, por não ser agressiva para outras espécies. Esta certificação é uma oportunidade para toda a fileira da sardinha, no sentido em que vai deixar de pensar na sobrevivência e vão passar a pensar e planear a sua actividade com base na sustentabilidade e durabilidade do recurso.
A certificação traz mais informação ao consumidor, quer do produto fresco quer do congelado, por forma a ser valorizado o preço de venda, aumentando a rentabilidade de toda a fileira. Para o segmento da produção a certificação não vem trazer mudanças a faina, nem vai obrigar a investimentos nas embarcações.
Para se obter o rótulo azul da certificação, a embarcação tem de se sujeitar a auditorias para aferir os padrões das normas ambientais em que trabalha. Por ano são capturadas cerca de 60 mil toneladas de sardinha em toda a costa Portuguesa, e em 2008 as embarcações facturaram 450 milhões de euros na venda da sardinha.

## Desembarques de sardinha em Portugal
Em número de desembarques, verifica-se uma tendência de redução no segmento de pesca de cerco, uma vez, que em 2008 teve um ano excepcional, tendo desembarcado mais de 80 000 toneladas de sardinha e outros pequenos pelágicos. Em 2009 regressou ao nível médio de peso descarregado, a rondar as 65 000 toneladas. O preço médio a que a produção foi paga teve um significativo acréscimo de 16 por cento.
A sardinha, com 62 000 toneladas, representa cerca de 45 por cento dos desembarques em peso efectuados em lotas nacionais. Os desembarques somados da sardinha, cavala e carapau representam quase 65 por cento da pesca total descarregada em portos nacionais.
A pesca do cerco prevalece nas Zonas Norte, Centro e Alentejo, sendo a sardinha a espécie preferencial em todas as zonas excepto no Algarve, cedendo o lugar à cavala. A sardinha, em toda a costa atlântica oeste, tem um peso relativo na produção do cerco, em torno dos 90 por cento.
Matosinhos reúne cerca de 25 por cento dos desembarques de todas as lotas, atendendo à representatividade que nesse porto tem a pesca de cerco. Sesimbra tem-se mantido desde há dois anos como o segundo porto com maior peso de pescado desembarcado, tendo superado o porto de Peniche.

## Recuperação da população de sardinha
Em 2017, a população de sardinha no mar ibérico atingiu níveis dramáticos e o Conselho Internacional para a Exploração do Mar considera que seriam necessários, pelo menos, 15 anos de suspensão total da pesca para repor o estoque em níveis aceitáveis.
O parecer, enviado à Comissão Europeia, adverte que o plano para a pesca da sardinha de Portugal e de Espanha não está a ser preventivo. Embora este parecer não tenha um caráter vinculativo, é tido em conta por Bruxelas no momento de definir limites à captura de sardinhas.

## O termo sardinha no mercado financeiro
Entre os investidores da Bolsa de Valores o termo investidor sardinha é amplamente utilizado para designar iniciantes, que acabam por vezes seguindo tendências de mercado, seguindo o cardume.

## Galeria de imagens
- Sardinhas
- Sardinhas num aquário.
- Típica lata usada para enlatar sardinhas
- Sardinhas de lata
- Sardinhas a assar na brasa
- Sardinha de lata, corte longitudinal
- Sardinhas frescas com limão
- Sardinhas assadas
- Sardinha frita com farinha de mandioca